# Alpinoscincus subalpinus
Alpinoscincus subalpinus — вид сцинкоподібних ящірок родини сцинкових (Scincidae). Ендемік Папуа Нової Гвінеї.

## Поширення і екологія
Alpinoscincus subalpinus мешкають в горах Овен-Стенлі на південному сході Папуа Нової Гвінеї, в провінціях Центральна і Моробе зокрема на вершинах гір Міссім, Амунґвіва і Шунголь та в районі дороги Бульдог. Вони живуть в гірських хмарних лісах і у високогірних чагарникових заростях, на висоті від 2359 до 3200 м над рівнем моря. Ведуть денний, наземний або напівдеревний спосіб життя.